# Phragmipedium boissierianum
Phragmipedium boissierianum là một loài lan phân bố từ miền nam Ecuador đến Peru.

## Hình ảnh

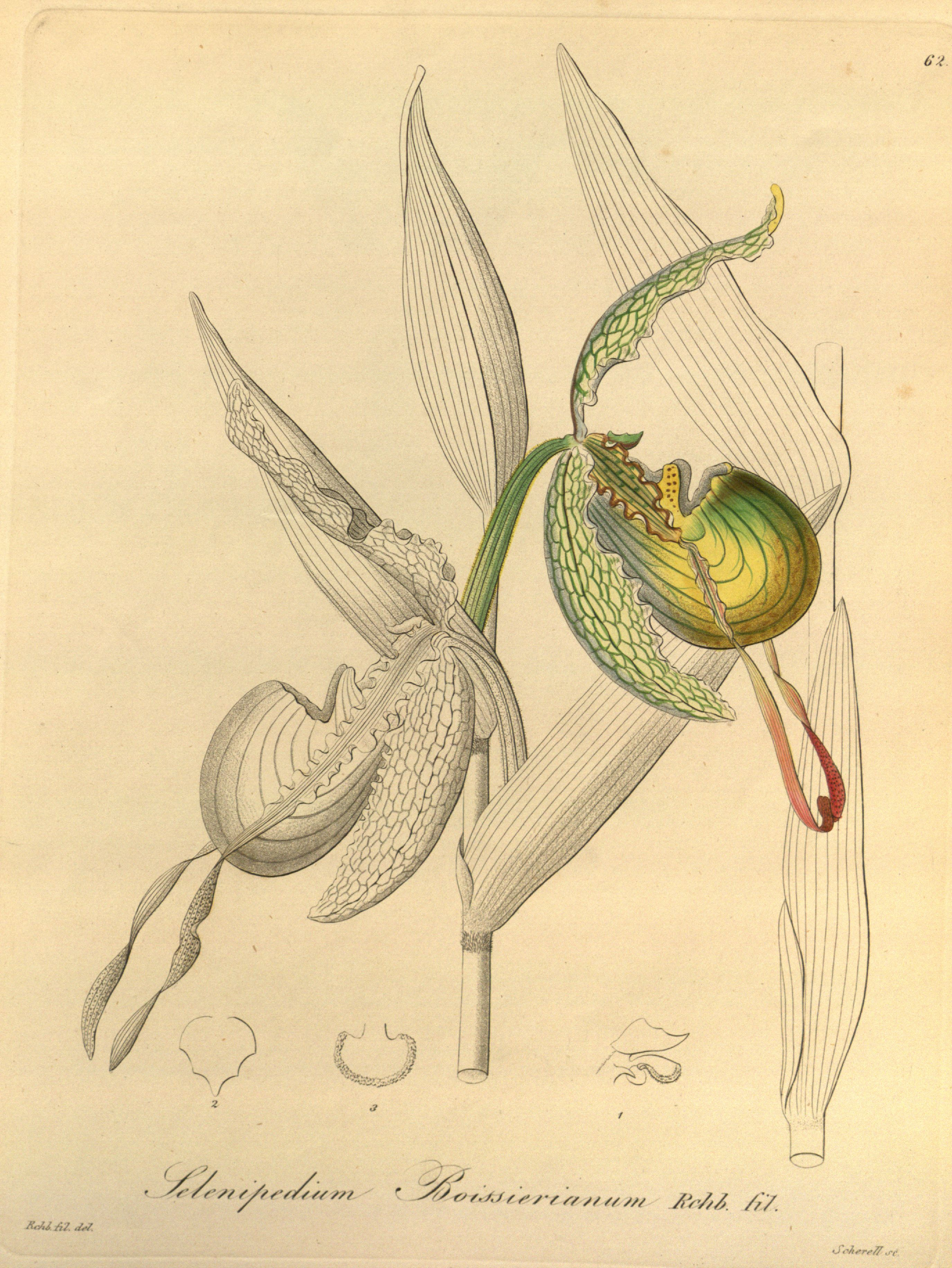